# 半月礁
（直译：「哈沙哈沙浅滩」，越南语：／，直译：「月缺滩」），是位于南中国海南沙群岛东南部的一个环礁，在司令礁东北约64海里（119），距离菲律宾巴拉望岛约54海里（100）。礁盘呈四边形，长5.5公里，宽约2公里。目前中华人民共和国、中華民國、越南、菲律宾皆宣称对半月礁拥有主权。

## 名称
半月礁的英语名称为「Half Moon Shoal」，源自1776年「海马号」（Seahorse）船发现此礁，因为呈半月形，向西弯曲，因此命名为「半月浅滩」。
1935年，中华民国水陆地图审查委员会审定公布《中国南海各岛屿华英名对照表》，其中「Half Moon Shoal」被翻译为「半月灘」。1939年，日本佔領南沙群島，把此礁命名爲「花栗礁」，直到1945年日本投降為止。
1947年10月，中华民国内政部公布《南海諸島新舊名稱對照表》，Half Moon Shoal更名爲「半月暗沙」。
1983年4月，中华人民共和国中国地名委员会公布《我国南海诸岛部分标准地名》，更名为「半月礁」，旁注当地渔民习用名称「海公」。
菲律宾称为「哈沙哈沙浅滩」，Hasa Hasa为鲭科鱼类短体羽鳃鲐（学名：Rastrelliger brachysoma）的他加禄语名称。越南方面称为「月缺滩」（越南语：／）。

## 历史

### 发现
1776年，「海马号」（Seahorse）船发现此礁，以环礁的半月形状命名为「半月浅滩」（Half Moon Shoal）。早期有文献将半月浅滩和「Viper's Shoal」（蝰蛇号浅滩，即都护暗沙）误认为是同一个礁体，之后才确认两者为不同的地方。

### 主权争议
1986年4月至5月中旬，中國科學院南海海洋研究所副所長陳清潮曾經帶領對南沙群島海域的第三次綜合考察，從廣東省廣州出發，進行為期33天的多學科綜合考察。經過該考察隊通過衛星定位和測量，發現半月礁乃面積約6方公里的礁石，其形狀實非彎月形，而是近似平行四邊形。半月礁东南角有一狭窄的潮汐通道，宽150-200米，水深13米，可以通过300吨小船。内部潟湖沙质底，平均水深27米。为优良锚地。东南角有岩层露出，高于海面3米（因而享有领海和毗邻区）。其東南方附近是進出太平洋和澳大利亞洲的水道，位置十分重要。
1987年，中国南沙综合科考队对南沙群岛进行综合调查，曾登陆半月礁，并留下了中国石碑和标识物。1995年3月，菲律宾军队移除了半月礁上的中国石碑和标识物。
2012年7月11日19时许，中国人民解放军海军一艘053H1G型导弹护卫舰东莞號（舷号560）在半月礁附近海域执行例行巡逻任务时意外搁浅，有外国媒体报道称搁浅军舰为560号舰（国外称之为“江湖V”型），7月15日5时许，护卫舰在救援兵力协助下自主脱浅成功，舰艇艏部轻度受损，人员安全。
2014年5月6日，菲律賓海警在半月礁附近海域扣押兩隻漁船，其中一船上有5名菲律賓籍漁夫和約40隻海龜、另一船上有11名中国籍船员和大約500隻海龜，兩船上部分海龜為菲律賓海洋保護法內受保護的物種，菲方當局在帶漁船抵巴拉望後考慮起訴漁民違反野生動物保護法。
2018年8月29日，菲律賓最大主戰艦艇「皮拉爾號」號護衛艦在南沙半月礁擱淺，於9月4日拖離。
2025年6月19日，中国海警局指菲律宾在6月15日至18日组织多艘船只，在半月礁、舰长礁邻近海域活动，中国海警依法依规处置。